# Tarpeia (filla de Tarpei)

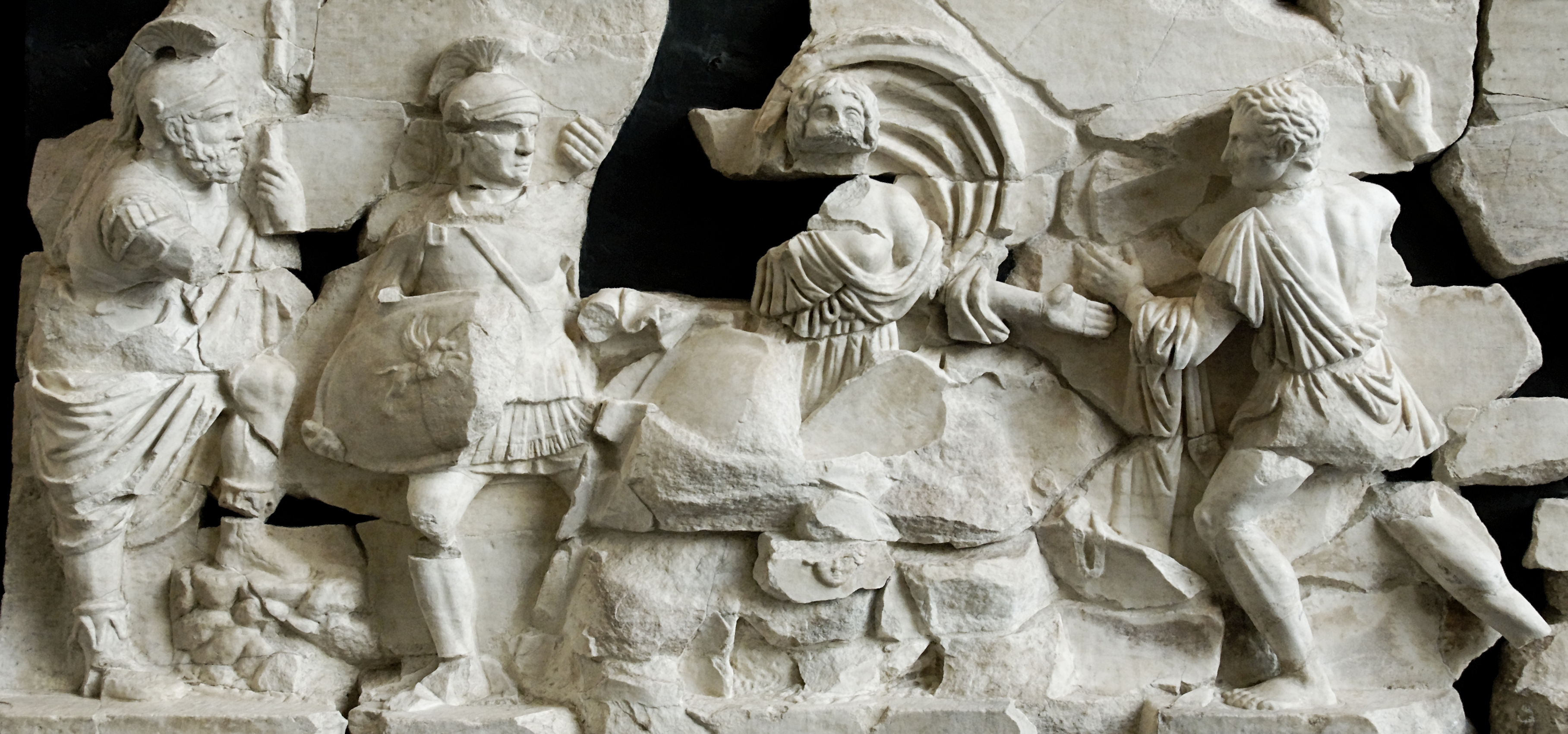
Soldats atacant Tarpeia, relleu d'un fris de la Basílica Emília, s. I dC

Tarpeia, personatge llegendari del temps del rei Ròmul, que segons la versió més acceptada, era una ciutadana romana que va trair la seva gent durant l'enfrontament amb els sabins.

## Llegenda

### La versió més coneguda
Tarpeia fou la filla d'Espuri Tarpei, governador de la ciutadella romana del turó Saturní (més tard anomenat Capitolí) en temps del rei Ròmul. La ciutat de Roma estava sent assetjada pels sabins, els quals buscaven venjança pel rapte de les seves dones. Tarpeia va sortir cap al riu per agafar aigua i va ser capturada. La noia, temptada per l'or dels braçalets sabins, es va oferir per a obrir la porta de la fortalesa a Titus Taci i els seus sabins, a canvi d'allò que portaven als braços. Els sabins van ocupar la ciutadella, però van matar la noia empenyent-la amb els escuts fins que va caure per la roca del turó.
Els sabins van ser aturats abans d'arribar al fòrum, on els va caure un miraculós raig d'aigua bullent enviada per Janus. Els romans van condemnar a mort el pare de Tarpeia, llançant-lo per la mateixa roca que els sabins havien fet caure la filla. Ella fou enterrada al turó i el seu nom fou conservat en la denominació de la roca Tarpeia, que fou des de llavors destinada a executar presoners.

### Altres versions

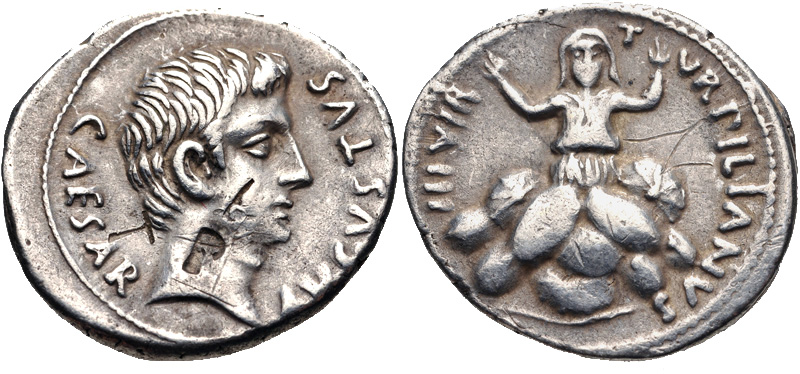
Denari (19-18 aC) amb la cara d'August a l'anvers i Tarpeia retinguda pels escuts dels soldats.

Plutarc va aplegar altres versions de la llegenda:
- La narrada per un tal Antígon (potser Antígon de Carist), segons la qual Tarpeia era filla de Titus Taci, havia sigut raptada temps enrere junt amb altres dones sabines i obligada a conviure amb Ròmul.[7]
- La contada per un tal Simil, segons la qual Tarpeia va lliurar la ciutat al cabdill del celtes Boii perquè se n'havia enamorat.[9]
- Segons Ovidi Tarpeia només era una verge vestal que va morir durant l'atac i qui va obrir les portes de la ciutadella va ser la deessa Juno a la qual els sabins havien invocat demanant la seva protecció.[10]

## Símbol de traïció
Sigui quina sigui la versió vertadera, els romans la van tenir com a símbol de traïció i la seva imatge i el seu nom va estar present en alguna moneda com advertiment del final que tindria qualsevol persona que volgués tornar a trair Roma.

## Interpretacions

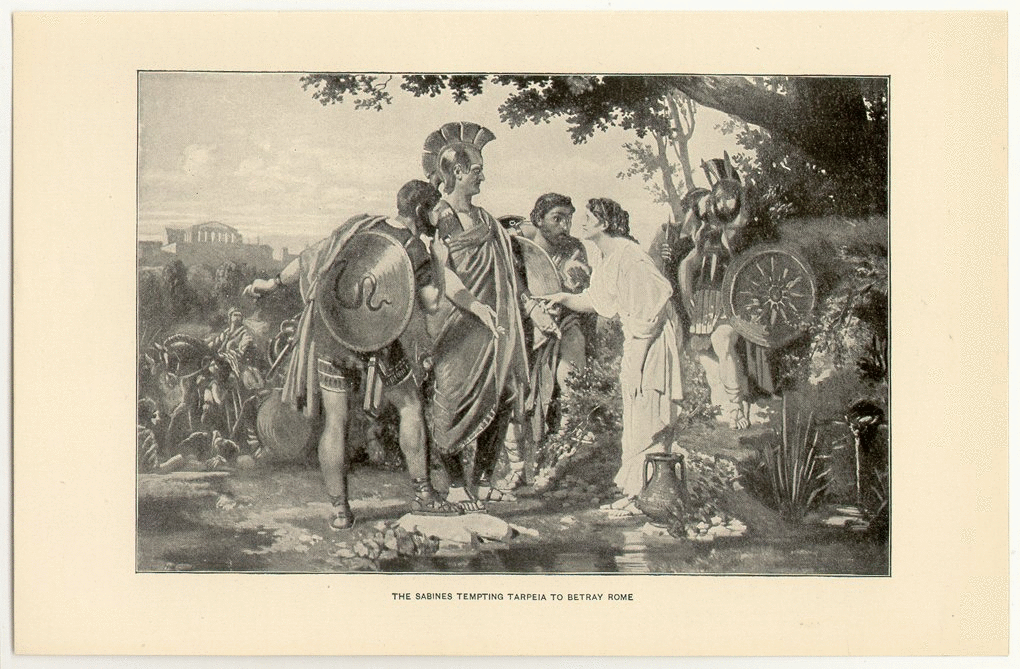
Tarpeia negociant amb els sabins abans d'obrir les portes de la ciutadella.

### Sobre el nom
Tarpeia no és un nom d'origen llatí sinó sabí. La forma original devia ser Tarqueia, que s'hauria format a partir de la base tarqu-, « vencedor/a». Per tant, l'expressió mons Tarpeius que es feia servir per referir-se al turó Capitolí, voldria dir «la muntanya de la victòria» i l'expressió Jupiter Tarpeius «Júpiter, déu de la victòria». Aquesta etimologia està d'acord amb una de les antigues versions, però no tan coneguda, que deia que Tarpeia era una verge guerrera.

### Cercant la veritat
Salomon Reinach creu que en realitat la roca tarpeia devia ser un lloc on s'exposaven els trofeus de guerra, com ara els escuts confiscats a l'enemic després d'haver-los vençut. D'aquí podria haver nascut la llegenda de Tarpeia, qui potser originalment devia ser l'encarnació de l'esperit diví de la roca (genius) esclafada sota la pila d'escuts que allà hi havia.
Georges Dumézil ha vist en les llegendes relacionades amb els sabins i la fundació de Roma, un esquema heretat de mites semblants d'origen indoeuropeu. El mateix esquema es pot trobar per exemple en la llegenda nòrdica de Gullveig coneguda com "l'embriaguesa d'or". Es tracta en el fons de l'enfrontament entre la riquesa (representada pels sabins), el desig de posseir (Tarpeia) i la força de voluntat necessària per no deixar-se endur pel desig de possessió (els romans). La traïció de Tarpeia és l'element que calia eliminar per arribar a una aliança d'equilibri en la convivència que sorgiria amb la fundació de la ciutat.
Segons Jean Haudry, ni Gullveig va trair els Asos ni Tarpeia als romans. El que s'expressa amb la llegenda és el sentit d'una guerra en la qual la utilització combinada de l'or, la seducció i l'engany, però no la traïció, volen comprar la victòria en lloc d'obtenir-la pel propi valor.